# گوهرکوه (لرستان)
گَوَر یا  گوهر کوه رشته کوهی در غرب لرستان در جهت شمال غربی جنوب شرقی به موازات رشته کوه  زاگرس و در بخش طرهان به طول ۳۳ کیلومتر  کشیده شده‌است. و بلندترین نقطهٔ آن  قله گاورسی با ارتفاع ۱۸۶۵ متر از سطح دریاست۰
وجه تسمیه این کوه به روایت اهل محل این چنین است، ، هنگامی که  تیمور لنگ  به این منطقه لشکر کشی می‌کند، همسرش  گوهر شاد  نیز او را همراهی می‌کند و تا زمانیکه تیمور لنگ  پس از سرکوب گروه جنگجوی  خبیش  که محل اختفایشان  کبیر کوه  است  بر می‌گردد در بالای کوه گور سکنی می‌گزیند. به همین مناسبت این کوه را گوهرکوه  نام نهاده‌اند.
این رشته کوه داری پوششی از درختان بلوط بادام کوهی زالزاک وحشی، پسته وحشی  یا "ون" انجیر وحشی، باتریسک و... می‌باشد. انواع وحوش در این زیستگاه زندگی می‌کنند، اما متأسفانه با چرای بی‌رویه وشکار بی‌حد و حصر این زیستگاه رو به نابودی نهاده است.

## مکانها
- طایفه کوشکی
- کوشکی
- بخش طرهان
- پل سی پله
- شهرستان کوهدشت
- چقاپیت سفلی
- چقاپیت علیا

احمدی